# Peyrus
Peyrus település Franciaországban, Drôme megyében. Lakosainak száma 576 fő (2022. január 1.). Peyrus Charpey, Châteaudouble, Léoncel és Saint-Vincent-la-Commanderie községekkel határos.

## Népesség
A település népességének változása:
| Lakosok száma | 227  | 296  | 423  | 582  | 616  | 607  | 606  | 592  | 580  | 576  |
|               | 1968 | 1982 | 1990 | 2006 | 2013 | 2015 | 2017 | 2019 | 2020 | 2022 |